# La La Lie
La La Lie è il terzo singolo pubblicato dal gruppo piano rock californiano Jack's Mannequin, tratto dal loro primo album Everything in Transit.